# Lethe velitra
Lethe velitra är en fjärilsart som beskrevs av Hans Fruhstorfer 1911. Lethe velitra ingår i släktet Lethe och familjen praktfjärilar. Inga underarter finns listade i Catalogue of Life.